# Sondre Solholm Johansen
Sondre Solholm Johansen (Asker, 7 luglio 1995) è un calciatore norvegese, difensore dell'Odd.

## Carriera

### Club
Cresciuto nelle giovanili di Asker e Stabæk, gioca per tre stagioni con la seconda seconda di quest'ultima, prima di essere ceduto al Lyn. Nel 2015 viene acquistato dallo Strømsgodset, che lo aggrega alla rosa della seconda e della terza squadra. Il 5 maggio 2016 esordisce in prima squadra, nella vittoria per 1-2 sul campo del Vindbjart nella Norgesmesterskapet, subentrando al minuto '90 a Bismark Adjei-Boateng. A causa del poco spazio in squadra, nel marzo 2017 viene, inizialmente, ceduto in prestito al Mjøndalen, che nel mese di luglio lo acquista a titolo definitivo. Dopo aver ottenuto la promozione in massima serie al termine della stagione 2018, il 30 marzo 2019 debutta in Eliteserien, nella sconfitta in trasferta per 2-0 contro il Vålerenga. Dopo 138 presenze e 15 reti complessive tra campionato e coppa con la maglia del Mjøndalen, il 31 agosto 2021 firma con gli scozzesi del Motherwell.

### Nazionale
Nel 2013 ha giocato due partite con la nazionale norvegese Under-18.

## Statistiche

### Presenze e reti nei club
Statistiche aggiornate al 6 aprile 2022.
| Stagione        | Squadra         | Campionato      | Campionato | Campionato | Coppe nazionali | Coppe nazionali | Coppe nazionali | Coppe continentali | Coppe continentali | Coppe continentali | Altre coppe | Altre coppe | Altre coppe | Totale | Totale |
| Stagione        | Squadra         | Comp            | Pres       | Reti       | Comp            | Pres            | Reti            | Comp               | Pres               | Reti               | Comp        | Pres        | Reti        | Pres   | Reti   |
| --------------- | --------------- | --------------- | ---------- | ---------- | --------------- | --------------- | --------------- | ------------------ | ------------------ | ------------------ | ----------- | ----------- | ----------- | ------ | ------ |
| 2016            | Strømsgodset    | ES              | 0          | 0          | CN              | 1               | 0               | UEL                | 0                  | 0                  |             | -           | -           | 1      | 0      |
| 2017            | Mjøndalen       | 1D              | 22         | 0          | CN              | 4               | 1               |                    | -                  | -                  |             | -           | -           | 26     | 1      |
| 2018            | Mjøndalen       | 1D              | 29         | 5          | CN              | 3               | 0               |                    | -                  | -                  |             | -           | -           | 32     | 5      |
| 2019            | Mjøndalen       | ES              | 29         | 5          | CN              | 5               | 3               |                    | -                  | -                  |             | -           | -           | 34     | 8      |
| 2020            | Mjøndalen       | ES              | 30         | 0          |                 | -               | -               |                    | -                  | -                  |             | -           | -           | 30     | 0      |
| mag.-ago. 2021  | Mjøndalen       | ES              | 16         | 1          | CN              | 0               | 0               |                    | -                  | -                  |             | -           | -           | 16     | 1      |
| 2021-2022       | Motherwell      | SP              | 21         | 0          | CS+CdL          | 3+0             | 0               |                    | -                  | -                  |             | -           | -           | 24     | 0      |
| Totale carriera | Totale carriera | Totale carriera | 147        | 11         |                 | 16              | 4               |                    | 0                  | 0                  |             | -           | -           | 163    | 15     |